# 小杉武司
小杉 武司（こすぎ たけし、1880年（明治13年）3月6日 - 1937年（昭和12年）8月22日）は、日本の陸軍軍人。最終階級は陸軍中将。実弟である櫻井忠記陸軍大佐の親戚に山本五十六元帥や山下源太郎海軍大将がいる。

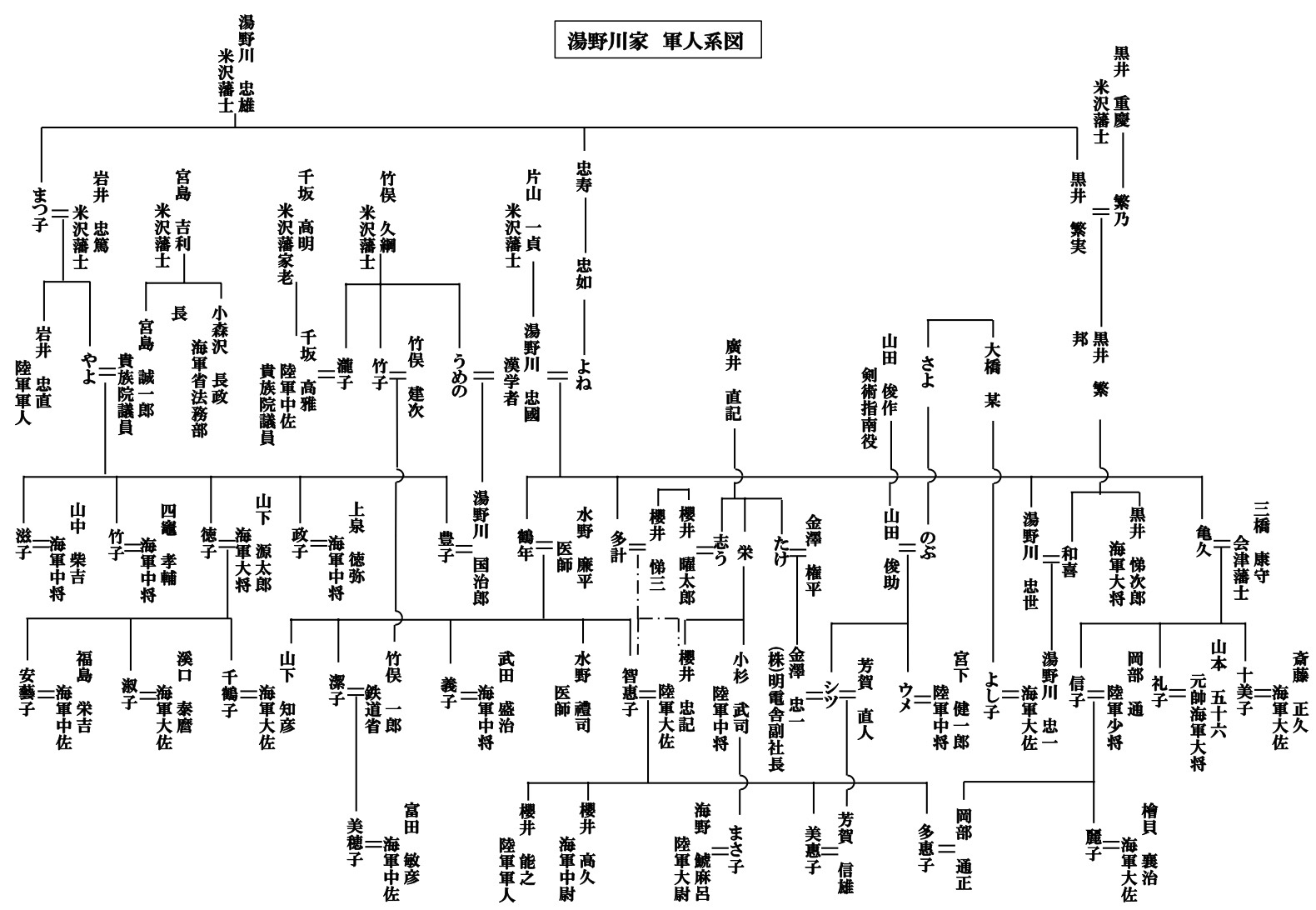
山下源太郎，黒井悌次郎，山本五十六　周辺の系図

## 経歴
山形県出身。1901年（明治34年）11月、陸軍士官学校（13期）を卒業し、翌年6月、歩兵少尉に任官。1909年（明治42年）12月、陸軍大学校（21期）を卒業し、陸士に配属された。
1922年（大正11年）8月、歩兵大佐に昇進し、陸軍兵器本廠付となる。1923年（大正12年）8月、歩兵第25連隊長に就任。1924年（大正13年）12月、第1師団参謀長に転じた。
1928年（昭和3年）3月、陸軍少将に進級し歩兵第19旅団長に就任。1929年（昭和4年）8月、陸軍歩兵学校付に転じ、1930年（昭和5年）4月、台湾軍参謀長となる。
1932年（昭和7年）4月、由良要塞司令官に就任。同年8月、陸軍中将に進み、1933年（昭和8年）3月、留守第14師団長に就任。1937年8月に現職で死去した。